# Núria Ventura Brusca
Núria Ventura Brusca (Ulldecona, Tierras del Ebro, Cataluña, 1974) es una política española. Alcaldesa de Ulldecona (2006-2007; 2008-2011 y nuevamente desde 2015) fue también diputada al Parlament de Catalunya (2006-2015).

## Trayectoria
Trabajó en RTV Ulldecona y Ona Catalana, Diario de Tarragona, RAC 1, Vinaroz News y La Voz del Ebro. Fue Vicepresidenta de La Asociación de Comunicadores de la Región del Ebro, coordinadora de Cruz Roja, y fundadora de la coordinadora a les Tierras del Ebro de la Asociación de Amigos del Pueblo Saharaui. 
Diputada en el Parlamento de Cataluña por el PSC ( 2006-2015) miembro de las comisiones de Justicia, Juventud, Políticas de la Mujer y Economía. Fue miembro de la ejecutiva nacional del PSC, y responsable de Área de la Mujer de la Federación XVI del PSC, Primera Secretaria de la Federación XVI del PSC hasta la intervención de ésta por parte de una comisión gestora impulsada por el entonces Primer Secretario del PSC Pere Navarro, más tarde destituido por cosechar los peores resultados del PSC en su historia.
Fundadora de la plataforma local Socialistes d'Ulldecona con la que ganó las elecciones locales, actualmente es alcaldesa de Ulldecona.